# Sant Joan de la Riberola
Sant Joan de la Riberola és una ermita del terme municipal de Sarroca de Bellera, al Pallars Jussà, en territori dels pobles de Castellnou d'Avellanos i de Castellvell de Bellera, a l'antic terme ribagorçà de Benés.
Està situada a ponent del poble de Castellnou d'Avellanos i al nord-oest del de Castellvell de Bellera. És a l'esquerra de la Valiri, a prop i al sud de la Borda de Ribera.